# ミラー・ツインズ
『ミラー・ツインズ』（英語: MIRROR・TWINS）は、東海テレビ放送とWOWOWの共同製作による、脚本家・高橋悠也のオリジナル脚本の連続テレビドラマシリーズ。幼い頃、誘拐事件により生き別れ、弟は刑事、兄は犯罪者として対極の人生を送る双子の兄弟が巻き起こすサスペンス。主演は藤ヶ谷太輔。
Season1は東海テレビ制作・フジテレビ系「オトナの土ドラ」にて2019年4月6日から5月25日まで放送された。
Season2はWOWOW「連続ドラマW 土曜オリジナルドラマ」にて同年6月8日から6月29日まで放送された。2020年6月6日から「オトナの土ドラ」枠で放送予定だった『13（サーティーン）』が、新型コロナウイルス感染拡大防止のため撮影を休止していたことで放送延期となり、『犯罪症候群 Season2』に続き、7月4日から7月25日まで代替作品として全国ネット地上波放送された
。
寺山マルによりコミカライズされ、『月刊!スピリッツ』（小学館）にて先行連載された。

## あらすじ
資産家の息子で双子の兄弟・葛城圭吾・勇吾。性格は正反対だったが、遊ぶ時はいつも一緒だった。ある日、公園に勇吾を残し圭吾が家に帰った後、勇吾は何者かに誘拐される。警察の懸命な捜査もむなしく、勇吾の誘拐事件は犯人の正体も勇吾の生死も一切不明のままだった。
そして、20年後。圭吾は兄の事件の真相を追う為、警視庁捜査一課の刑事になったが、事件は未解決のまま捜査は打ち切りとなる。そんな中、一件の殺人未遂事件が起きるが、その犯人は誘拐された勇吾だった。

## キャスト

### 主人公
葛城圭吾
演 - 藤ヶ谷太輔（幼少期：浅川大治）
弟。
警視庁捜査一課の刑事。真面目で何事にもストイックな性格。20年前の誘拐事件の真相を暴くために刑事になった。階級は警部補。（Season1）
勇吾の復讐から1年後、21年前の誘拐事件とそっくりな事件が発生し、犯人から交渉役に指名される。（Season2）
葛城勇吾
演 - 藤ヶ谷太輔（幼少期：浅川大治）
兄。
誘拐事件の被害者。死んだと思われていたが実は生きていて、自分の人生を狂わせた全ての人間への復讐を企んでいた。圭吾とは正反対の自由奔放な性格。

### 主要人物
白石里美
演 - 倉科カナ
白石里美と名乗り圭吾の婚約者を装っていたが、実は吉崎の養女・吉崎英里で虐待を受けていたが勇吾に救われ、裏で勇吾とつながっていた。（Season1）
勇吾の復讐から1年後、圭吾から1年ぶりに連絡があり実母の遊馬綾乃についての情報を聞かされる。（Season2）
赤城克彦
演 - 渡辺大
警視庁捜査一課の刑事。圭吾の同僚。監察官出身。圭吾にライバル心を抱き敵視していたが、徐々に圭吾を信用していく。（Season1）
同じ志を持つ警察官として、圭吾を信頼している。尚史の息子が誘拐された事件を担当する。（Season2）
葛城栄一
演 - 佐戸井けん太
圭吾と勇吾の育ての戸籍上の父親。テレビ番組で勇吾に関する懸賞金付きの情報提供を呼び掛けた直後に交通事故で死亡。（Season1）
生前は尚太郎の後援会会長を務めていた。（Season2）
久能源一郎
演 - 石黒賢
警視庁捜査一課長。20年前に起きた誘拐事件で捜査を主導した。実は誘拐事件の黒幕で、理由は詩織の病気を治すためだった。
皆川耕作
演 - 高橋克典
緑坂署の刑事。20年前の誘拐事件の捜査を担当。圭吾を自分の息子のように見守っている。実は若い頃に知人に頼まれて不妊治療のドナーになった。誘拐事件の捜査で圭吾と勇吾の遺伝子上の父親だと知る。吉崎英里と勇吾を保護した後に、陰で勇吾に協力していた。（Season1）
1年前に全てを知った圭吾とは疎遠になる。（Season2）
林田謙
演 - 小園凌央
刑事。
菅原
演 - 木下政治
管理官。
わだいつき
演 - 安東弘樹
新海テレビアナウンサー。
入院患者の男の子
演 - 丘大晟

### Season1

#### レギュラー
久能詩織
演 - 武田梨奈
緑坂署の刑事。源一郎の娘で、父に憧れ、背中を追いかけて刑事になった。父が20年前の誘拐事件の黒幕で、それが詩織の病気を治すためだったと判明し、辞表を提出した。
尾見門丞
演 - 温水洋一
葛城家の顧問弁護士。忙しい圭吾の代わりに、病で倒れた春江を支えている。
野宮清美
演 - 村上知子（森三中）
レストランの店長。里美とは仕事仲間。圭吾と里美がいずれ結婚すると思って疑わない。
皆川さつき
演 - 櫻井淳子
耕作の妻。
葛城春江
演 - 中村久美
圭吾と勇吾の母親。
坪井不二子
演 - 富山えり子
鑑識官。
田島修二
演 - 濱津隆之
誘拐犯グループの一人。
吉崎誠
演 - 奥野瑛太
誘拐犯グループの一人。
海野広政
演 - 湯江タケユキ
誘拐犯グループの一人。

#### ゲスト
第2話
吉崎英里
演 - 矢崎由紗（第3話、第6話、最終話）
幼少期の里美。
根本
演 - 矢部太郎（カラテカ）（第6話）
里美の隣人。
純子
演 - 鈴樹志保
教会の管理人。
第3話
笹岡紗代
演 - 黒沢あすか（第4話）
吉崎の元妻。
第4話
吾妻麻由美
演 - 冨樫真（第5話）
海野が頼る女。
川西由紀
演 - 瑛蓮
海野が頼る女。
第5話
山沢地広
演 - 新羅慎二（第6話）
元暴力団員。海野の知り合い。
第6話
山沢千鶴
演 - 磯山さやか
地広の妹。
水野
演 - 生島翔（第7話）
刑事。
遥
演 - 三田るな
バーガーショップの店員。
シオリ
演 - 清水夢叶（第7話）
幼少期の詩織。
不動産屋
演 - 川合智己
第7話
植村美幸
演 - 西山なずな
看護師。

### Season2

#### レギュラー
新見広樹
演 - 福田悠太
刑事。
小早川舞子
演 - 霧島れいか
尚史の妻。
小早川勝代
演 - 泉晶子
尚人の祖母。尚太郎の妻。
小早川尚人
演 - 川口和空
尚史の息子。
陣内玄
演 - 飯尾和樹（ずん）
経営コンサルタント。
桜庭鉄之介
演 - 平山祐介
暴力団元幹部。
瀬戸真理子
演 - 平井理央
「ミラー・ツインズの真実」著者。
遊馬琴乃
演 - 宮崎美子
遊馬旅館の女将。英里の実母である綾乃の姉。姪である英里を温かく迎え入れる。
小早川尚史
演 - 中村俊介
衆議院議員。尚太郎の息子。10歳の息子の尚人が誘拐される。
小早川尚太郎
演 - 古谷一行
衆議院議員。孫の尚人が誘拐され、捜査に当たった圭吾を信頼する。圭吾と勇吾の父親、葛城栄一が後援会会長を務めていた。英里の実父。

#### ゲスト
第1話
店長
演 - 千賀健永
クラブの店長。
加古
演 - 伊藤正之
政治家。
西垣梓
演 - 鳴神綾香
テレビの出演者。
太田裕一
演 - 二木靖史
テレビの出演者。
川谷実
演 - 高田淳之介
テレビの出演者。
第2話
福田
演 - 飯田基祐（第3話）
尚太郎の秘書。
千里
演 - 螢雪次朗
入江
演 - 浜田学（第3話、最終話）
尚太郎の秘書。
長谷川
演 - 瑞木健太郎（第3話、最終話）
尚太郎の秘書。
警官
演 - 榎木薗郁也、牧村泉三郎
磐田正
演 - 宇納佑
ママ
演 - 大家由祐子
スナックのママ。
最終話
司会
演 - 山口太郎

## 評価
2020年4月に行われ、300人が投票に参加した「藤ヶ谷太輔の歴代出演ドラマ人気ランキング」では、『美男ですね』や『やめるときも、すこやかなるときも』らを凌ぎ1位を獲得した。

## スタッフ
- 企画 - 横田誠（東海テレビ）、小西真人（WOWOW）
- 脚本 - 高橋悠也
- 音楽 - 林ゆうき、小畑貴裕
- 監督 - 村上正典、池澤辰也、守下敏行、野田健太
- プロデューサー - 市野直親（東海テレビ）、青木泰憲（WOWOW）、黒沢淳（テレパック）
- 制作協力 - テレパック
- 製作 - 東海テレビ、WOWOW

## 放送日程

### Season1
| 話数                                                         | 放送日         | サブタイトル   | サブタイトル | ラテ欄                                                                      | 演出     | 視聴率 |
| 話数                                                         | 放送日         | FOD            | EPG欄        | ラテ欄                                                                      | 演出     | 視聴率 |
| ------------------------------------------------------------ | -------------- | -------------- | ------------ | --------------------------------------------------------------------------- | -------- | ------ |
| 第1話                                                        | 2019年 4月06日 | 生き別れた双子 | 呪縛         | 誘拐事件が狂わせた双子の運命… 勝つのは光か影か                              | 村上正典 | 3.9%   |
| 第2話                                                        | 4月13日        | 仕組まれた罪   | 過去         | 復讐の兄VS罪深き弟 仕組まれた巧妙な罠と過去の罪                             | 村上正典 | 2.9%   |
| 第3話                                                        | 4月20日        | 揺れ動く心     | 対決         | 真実の告白…兄との哀しき再会! 勝つのは光か影か                               | 池澤辰也 | 2.9%   |
| 第4話                                                        | 4月27日        | 壊れゆく関係   | 疑惑         | 狂い始めた復讐計画 破滅か未来か…揺れる女の想い                              | 池澤辰也 | 2.3%   |
| 第5話                                                        | 5月04日        | 協力者の影     | 急転         | 新章突入!誰が誰を裏切っている? 圭吾が闇堕ち!?ラスト5分に衝撃が!             | 村上正典 | 2.4%   |
| 第6話                                                        | 5月12日        | 決別と覚悟     | 覚悟         | 遂に姿を現す黒幕!裏切りの連鎖… 今夜も仰天ラスト!残り3話土曜の夜は眠れない   | 村上正典 | 3.0%   |
| 第7話                                                        | 5月19日        | 復讐の結末     | 暴走         | 危篤の母…会いたい願いは狂気の兄に届くのか… 復讐の結末は?感涙のラスト20分!   | 守下敏行 | 2.8%   |
| 最終話                                                       | 5月25日        | 光と影         | 慟哭         | あの日に帰れたら…誘拐に引き裂かれた絆 慟哭のクライマックス復讐編ついに完結! | 池澤辰也 | 2.7%   |
| （視聴率はビデオリサーチ調べ、関東地区・世帯・リアルタイム） |                |                |              |                                                                             |          |        |

### Season2
| 話数   | 放送日         | 放送日         | サブタイトル | ラテ欄                                                    | 演出              |
| 話数   | WOWOW          | 地上波         | サブタイトル | ラテ欄                                                    | 演出              |
| ------ | -------------- | -------------- | ------------ | --------------------------------------------------------- | ----------------- |
| 第1話  | 2019年 6月08日 | 2020年 7月04日 | 新しい事件   | ついに全国初放送! 新たな2つの事件! 衝撃の新事実の驚愕!    | 村上正典 守下敏行 |
| 第2話  | 6月15日        | 7月11日        | 潜入捜査     | 潜入捜査開始! 黒いピエロの悪意のゲーム 戦慄心理サスペンス | 村上正典 池澤辰也 |
| 第3話  | 6月22日        | 7月19日        | 守りたいもの | 愛すべき人がいて…双子の奪い愛! 事件の黒幕ゆるさな〜い!    | 池澤辰也          |
| 最終話 | 6月29日        | 7月25日        | 運命の双子   | 怒りのデスロード! 双子を襲う黒い弾丸! 物語は慟哭の結末へ  | 村上正典 守下敏行 |

- 【地上波】第3話は『土曜プレミアム コンフィデンスマンJP -ロマンス編-』（21:00 - 23:30、フジテレビ制作）放送の為、日曜日になってから（0:00 - 0:55）放送。

## 漫画
連続テレビドラマ連動企画として、寺山マルによるコミカライズが『月刊!スピリッツ』（小学館）にて、2019年1月号から先行連載され、2019年7月号まで連載された。上下全2巻が小学館ビッグコミックスより刊行された。

### 登場人物
葛城圭吾
警視庁捜査第一課所属の刑事。20年前に兄が誘拐された事件を期に刑事になる。
葛城勇吾
圭吾の兄。20年前に何者かに誘拐されて以来、行方不明になっている。
白石里美
圭吾の恋人。
赤城克彦
警視庁捜査第一課の刑事で圭吾の同僚。
久能源一郎
警視庁捜査第一課課長で圭吾の上司。
坪井不二子
警視庁鑑識課所属の鑑識官。

### 書誌情報
- 高橋悠也（原作）、寺山マル（漫画）『ミラー・ツインズ』小学館〈ビッグコミックス〉、上下巻
  1. 2019年3月29日[小 1]、ISBN 978-4-09-860279-7
  2. 2019年6月12日[小 2]、ISBN 978-4-09-860309-1

### 小学館コミック
以下の出典は小学館コミック（小学館）内のページ。書誌情報の発売日の出典としている。
1. ↑  “ミラー・ツインズ 上｜SHOGAKUKAN COMIC”.   小学館. 2022年12月17日閲覧。
2. ↑  “ミラー・ツインズ 下｜SHOGAKUKAN COMIC”.   小学館. 2022年12月17日閲覧。